# Crossing Trails
Crossing Trails er en amerikansk stumfilm fra 1921 af Clifford Smith.

## Medvirkende
- Pete Morrison som Jim Warren
- Esther Ralston som Helen Stratton
- John Hatton som Buster Stratton
- Lew Meehan som Murphy
- Hal Taliaferro som Peter Marcus
- J.B. Warner som Devine
- Billie Bennett som Mrs Warren